# Death Spells
Death Spells — американський диджитал-хардкор гурт, сформований у 2012 році ритм-гітаристом із My Chemical Romance Френком Аїро та клавішником із The Get Up Kids Джеймсом Дьюїсом, які також раніше разом грали в Leathermouth. Реліз дебютного альбому ''Nothing Above, Nothing Below'' відбувся 29 липня 2016 року.

## Історія
У 2012 Аїро та Дьюїс ділили квартиру в Лос-Анджелесі, штат Каліфорнія, якраз коли MyChem працювали в студії. Ідея для створення проекту з'явилася, коли вони почали «викрадати» обладнання із студії та «намагалися підірвати один одному динаміки» вдома. Затхлість приміщення мала великий вплив на музику, тому ці двоє прагнули стати «настільки нещадними, наскільки це можливо» та при цьому залишитися при квартирі.
На початку 2013, після розпаду MyChem, Death Spells повідомили, що проведуть тур у підтримку Mindless Self Indulgence та виступатимуть на Skate and Surf Festival в Нью-Джерсі. Перед початком туру кожної доби опівночі вони публікували нові пісні в інтернеті, враховуючи перший повноцінний сингл Where Are My Fucking Pills? разом із відео.  [Архівовано 3 грудня 2013 у Wayback Machine.] Повноцінний альбом мав вийти у кінці 2013, проте цього й досі не сталося. Про Death Spells нічого не було чутно до березня 2016, коли Френк опублікував фото із Джеймсом у своєму інстаґрамі, додавши підпис «Літо Death Spells?» 
20 червня 2016 року Death Spells заявили у своєму Твіттері, що реліз дебютного альбому ''Nothing Above, Nothing Below'' відбудеться 29 липня, а в серпні гурт відвідає з концертами декілька міст Великої Британії, Москву та Нью-Йорк.  Також гурт гратиме на Riot Fest у Денвері та Чикаго у вересні 2016.

## Склад
- Френк Аїро — музичне програмування, вокал
- Джеймс Дьюїс — музичне програмування, клавішні